# 费尼什
费尼什是巴西巴拉那州的一个市镇。总面积234.098平方公里，总人口5014人，人口密度21.4人/平方公里。